# アウディ・50
50は、西ドイツ（当時）の自動車メーカー・アウディが、1974年9月に発売した小型大衆車である。
1974年9月に発売された50は、翌1975年にフォルクスワーゲンブランドで発売される兄弟車フォルクスワーゲン・ポロをアウディブランドで先行販売し、市場の反応をテストする目的で登場した。
またアウディは1969年にNSUを吸収合併しているが、この車は前年に生産中止となったNSU・プリンツの需要を吸収するための車種でもあった。
ボディ形状は3ドアハッチバックであり、ヨーロッパ市場でのみ販売された。
50は1978年の製造中止までに18万812台が生産された。販売実績では、より安価であったポロが優り、こちらは1975年から1979年までに50万台以上が生産された。